# Into the Blue (chanson de Kylie Minogue)
Singles de Kylie Minogue
Limpido
(2013) I Was Gonna Cancel
(2014)
Clip vidéo
[vidéo] « Into the Blue », sur YouTube
Into the Blue est une chanson de l'actrice et chanteuse australienne Kylie Minogue extraite de son douzième album studio, intitulé Kiss Me Once et sorti au Royaume-Uni le 17 mars 2014.
Au Royaume-Uni, la chanson a été publiée en single le 27 janvier 2014, six semaines avant la sortie de l'album. C'était le premier single tiré de cet album.
Le single a débuté à la 12e place du hit-parade britannique (pour la semaine du 16 au 22 mars 2014).